# Evangelische Pfarrkirche Giżycko
Die Evangelische Pfarrkirche in Giżycko – bis 1945 Gotteshaus des evangelischen Kirchspiels Lötzen in Ostpreußen – ist heute Pfarrkirche der Evangelisch-Augsburgischen Kirche in Polen.

## Geographische Lage
Die Stadt Giżycko (deutsch Lötzen) liegt im Nordosten der polnischen Woiwodschaft Ermland-Masuren. Die evangelische Pfarrkirche steht am alten Lötzener Markt, dem heutigen Plac Grunwaldzki in der südlichen Stadtmitte.

## Kirchengebäude
An Stelle der in der Reformationszeit errichteten Holzkirche trat 1633 eine große massiv gebaute Kirche, die 1686 abbrannte. Ein 1709 errichteter Neubau wurde beim Stadtbrand im April 1822 Opfer der Flammen.
Nach einer Spendensammlung erfolgte am 11. Mai 1826 die Grundsteinlegung der heutigen Kirche, bei der ein Dokument hinterlegt wurde mit dem Gebet um Schutz, damit der Bau in den nächsten Jahrhunderten vor ähnlichem Unglück wie das in der Nacht des 3. April 1822 bewahrt bleibe.
In eineinhalb Jahren entstand ein Gotteshaus in klassizistischem Stil, dessen Pläne unter dem Einfluss des Berliner Baumeisters und Architekt Karl Friedrich Schinkel standen. Am 16. September 1827 erfolgte die Einweihung mit zwei Gottesdiensten, wobei der erste in Deutsch vom pastor loci Michael Gregorovius, der zweite in Polnisch von seinem polnischen Amtsbruder Pawlik gehalten wurde.
Bei der grundlegenden Renovierung 1881 wurde das Gotteshaus teilweise neoklassizistisch verändert. Das Gebäude erhielt eine Apsis, und die Inneneinrichtung wurde in ihrem bis heute nahezu vollständig erhaltenen Bestand ergänzt bzw. verändert.
Im Innenraum sind Emporen eingezogen, die auf toskanischen Säulen ruhen. Altar und Kanzel sind im Stil des Schinkelzeit gestaltet.
Das Altarbild des „Einladenden Christus“ entstand um 1850 in der Werkstatt des Berliner Malers Carl Gottfried Pfannschmidt und wurde 1880 erneuert.
Das ovale, von einem Putto getragene Taufbecken (um 1750) befand sich ursprünglich in der Pfarrkirche von Pestlin (polnisch Postolino) in Westpreußen – in der heutigen Woiwodschaft Pommern.
Die erste Orgel stammte aus der Werkstatt von Orgelbaumeister Johann Rohn in Wormditt (polnisch Orneta), einem Schüler von Carl August Buchholz in Berlin. 1935 erhielt die Kirche ein neues Instrument von der Firma Kemper & Sohn in Lübeck; eine aufwändige Restaurierung erfolgte im Jahre 2011 durch den Orgelbaumeister Andrzej Kowalski.
Das Uhrwerk der Turmuhr von 1881 wurde von der Firma J. F. Weule in Bockenem (Provinz Hannover) angefertigt.
Das Geläut der Kirche bestand ursprünglich aus drei Glocken.

## Kirchengemeinde

### Kirchengeschichte
Lötzen war ein wohl in der Ordenszeit gegründetes Kirchdorf. Die lutherische Lehre hielt hier schon früh Einzug: bereits 1531 war ein lutherischer Geistlicher im Dienst, und im Jahr der Stadterhebung Lötzens 1573 wurde eine zweite Pfarrstelle eingerichtet – gegen Ende des 19. Jahrhunderts noch eine Hilfsprediger-, ab 1926 eine dritte Pfarrstelle.
Anfangs gehörte Lötzen zur Inspektion Angerburg (polnisch Węgorzewo), dann bis 1945 zum Kirchenkreis Lötzen innerhalb der Kirchenprovinz Ostpreußen der Evangelischen Kirche der Altpreußischen Union. Im Jahre 1925 zählte die Pfarrei Lötzen 15.000 Gemeindeglieder, die in einem weitflächigen Kirchspiel lebten. Das Kirchenpatronat oblag dem König, später den staatlichen Stellen der Stadt.
Für das zu Anfang des 20. Jahrhunderts eingerichtete Diakonissen-Mutterhaus Bethanien wurde 1910 eine spezielle Pfarrstelle eingerichtet.
Nach 1945 blieb die Kirche – in der nunmehr auf Polnisch Giżycko genannten Stadt – evangelisch in Trägerschaft der Evangelisch-Augsburgischen Kirche in Polen. Obwohl Flucht und Vertreibung der einheimischen Bevölkerung die evangelische Gemeinde fast aller Mitglieder beraubt hatte, entstand aus kleinen Anfängen wieder eine Gemeinde mit eigener Pfarrstelle und einem allerdings weit gestreuten Pfarrbezirk mit den Filialgemeinden Pozezdrze (Possessern), 1938–1945 Großgarten, Węgorzewo (Angerburg) und Wydminy (Widminnen). Die Pfarrei Giżycko gehört seitdem zur Diözese Masuren (Sitz in Olsztyn (Allenstein)) der Evangelisch-Augsburgischen Kirche.

### Kirchspielorte (bis 1945)
Das Kirchspiel Lötzen, zu dem außer der Stadt die Landorte gehörten, zählte vor 1945 mehr als dreißig Orte, Ortschaften und Wohnplätze:

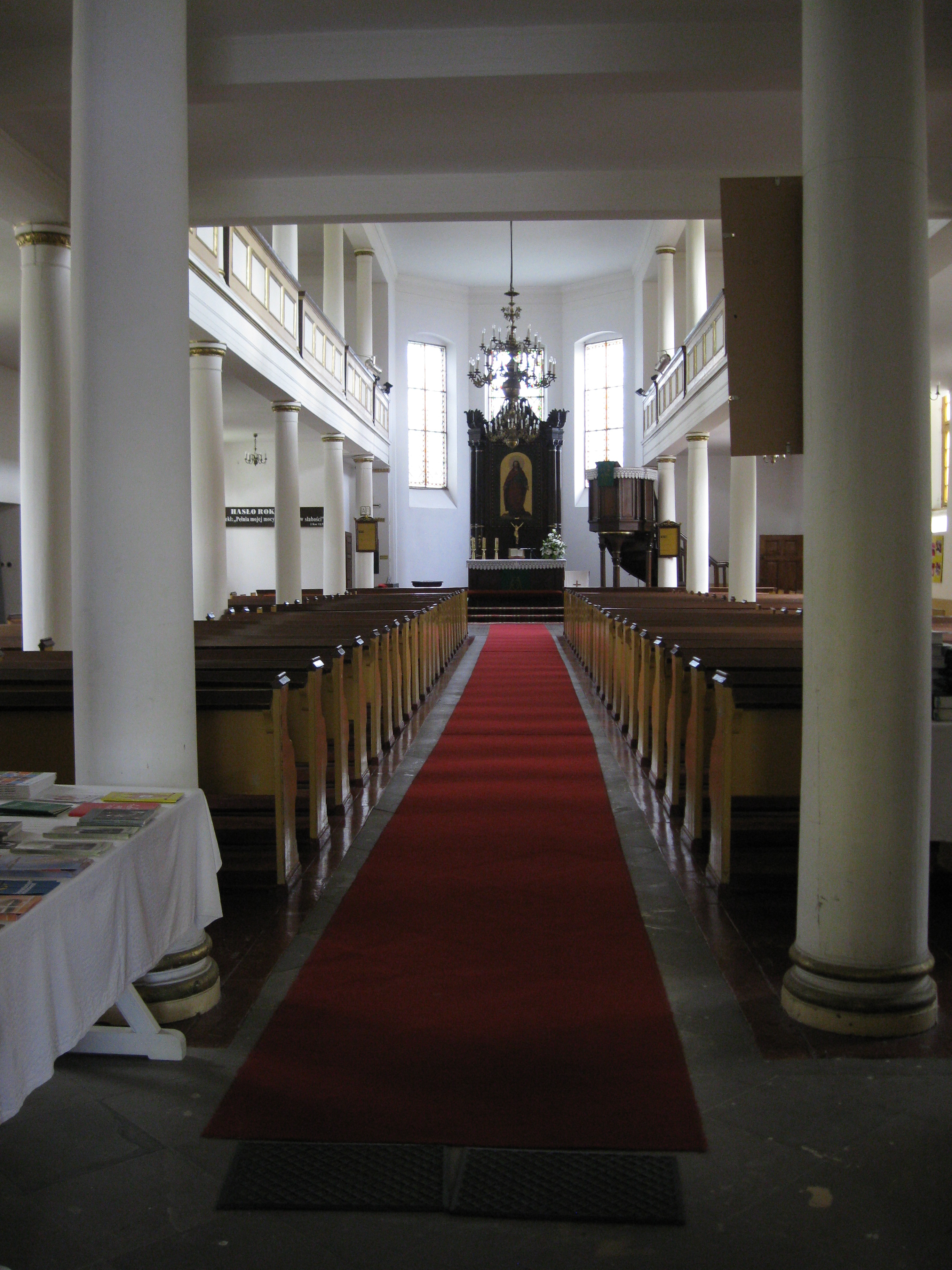
Kircheninneres

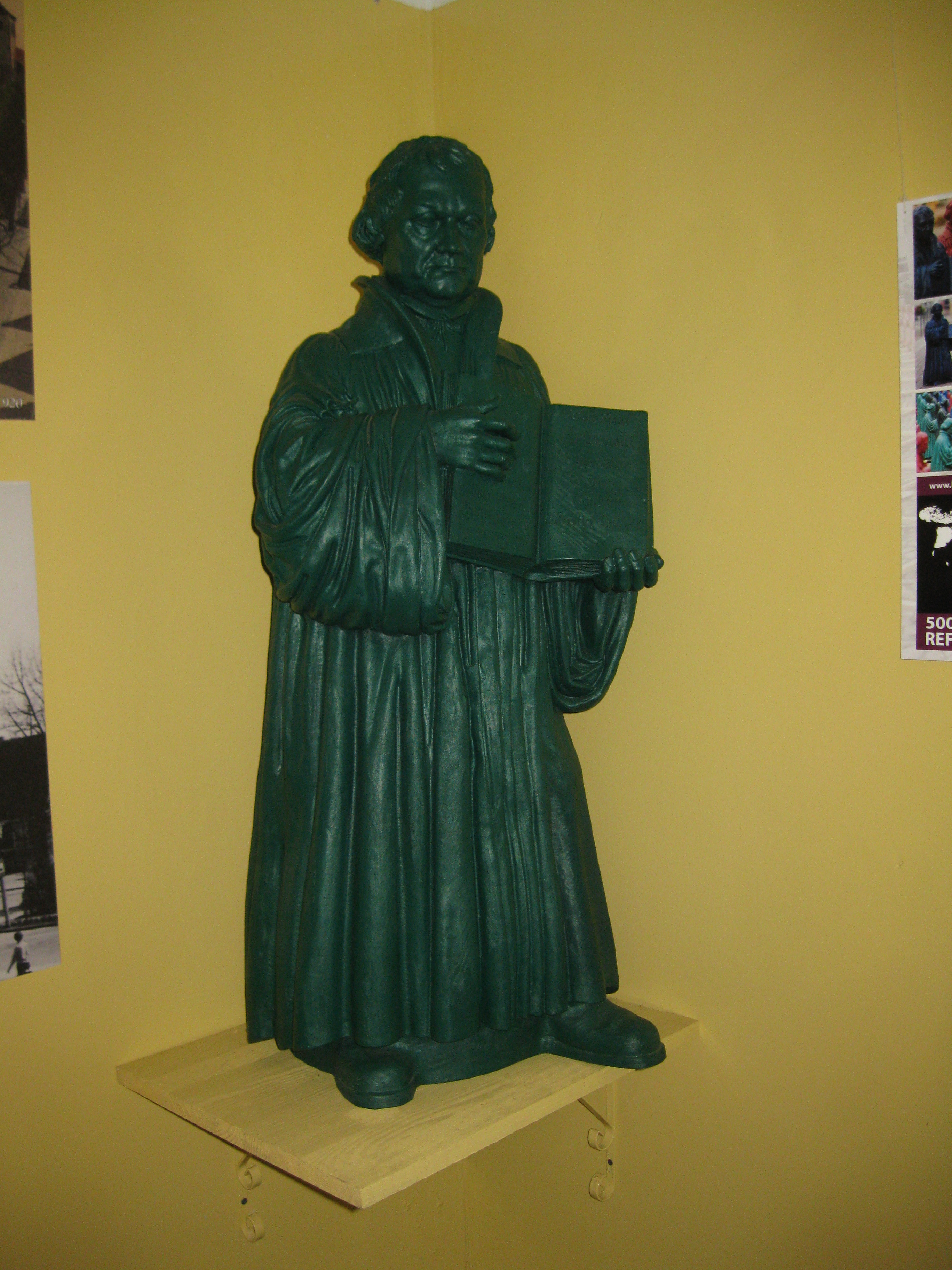
Lutherstatue in der Kirche

| Name                                | Heutiger Name   |  | Name                                               | Heutiger Name    |
| ----------------------------------- | --------------- |  | -------------------------------------------------- | ---------------- |
| Antonowen                           | Antonowo        |  | Klein Wronnen 1938–1945 Kleinwarnau                | Wronka           |
| Biestern                            | Bystry          |  | Mittel Upalten                                     | Upałty           |
| Bogatzko 1938–1945 Rainfeld         | Bogacko         |  | *Pierkunowen 1935–1945 Perkunen                    | Pierkunowo       |
| Bogatzkowolla                       |                 |  | *Pietzonken 1930–1945 Grünau                       | Pieczonki        |
| *Faulhöden                          | Fuleda          |  | Poganten                                           | Poganty          |
| Graywen 1938–1945 Graiwen           | Grajwo          |  | Roggen                                             | Róg Pierkunowski |
| *Groß Kosuchen 1938–1945 Allenbruch | Kożuchy Wielkie |  | Schönberg                                          | Piękna Góra      |
| *Groß Upalten                       | Upałty          |  | *Schwiddern                                        | Świdry           |
| *Groß Wronnen 1938–1945 Großwarnau  | Wrony           |  | Seefeld                                            |                  |
| Grünhof                             | Gajewo          |  | *Spiergsten 1938–1945 Spirgsten                    | Spytkowo         |
| Gutten                              | Guty            |  | Spiergsten-Grünwalde 1938–1945 Spirgsten-Grünwalde | Zielony Gaj      |
| Imionken                            | Imionki         |  | Strzelzen 1938–1945 Zweischützen                   | Strzelce         |
| Kallinowen                          | Kalinowo        |  | *Sulimmen                                          | Sulimy           |
| *Kamionken 1928–1945 Steintal       | Kamionki        |  | Tannenheim                                         | Jegliniec        |
| *Kampen                             | Kąp             |  | *Wilkassen 1938–1945 Wolfsee (Dorf)                | Wilkasy          |
| Klein Kosuchen                      | Kożuchy Małe    |  | Wolfsee (Gut)                                      | Wilkaski         |
| Klein Upalten                       | Upałty Małe     |  | Woysack                                            | Wojsak           |

### Pfarrer (seit 1531)
An der Pfarrkirche in Lötzen resp. Giżycko amtier(t)en als evangelische Geistliche von 1531 bis heute:
- Petrus NN., 1531–1555
- Matthias Sieboth, 1555–1569
- Albrecht Schnopert, 1569–1574
- Joachim Lempitz, seit 1573
- Albert Danowius, 1574–1625
- Caspar Danowius, 1625–1648
- Andreas Lempizt, 1630–1654
- Andreas Wedeke, 1655–1693
- Simon Muscalius, 1670–1676
- Georg Boretius, 1680–1710
- Johann Jacob Gräber, 1689–1696
- Raphael Skerle, 1696–1699
- Johann Georg Wagner, 1700–1701
- Daniel Pesarovius, 1701–1710
- Johann Corsepius, 1710–1743
- Georg Christoph Boretius, 1710–1726
- Theodor Salomon, 1726–1731
- Georg Wedecke, 1732–1746
- Andreas Konieczka, 1744–1760
- Melchior Adolf Bannisius, 1746–1751
- Gottfried Kuberski, 1751–1776
- Johann Gisewius, 1760–1773
- Gottfried Eichel, 1773–1793
- Johann Ernst Ulanski, 1776–1777
- Carl Wronowski, 1778–1788
- Christoph Motulla, 1778–1804
- Heinrich Gotthard Raabe, 1794–1801
- Theophil Kendziorra, 1802–1825
- Michael Gregorovius, 1804–1834
- Johann Friedrich Penski, 1825–1831
- Johann August Skrodzki, 1831–1835
- Gottlieb Skupch, 1835–1848
- August Ferdinand Grinda, 1836–1853
- Franz Alexander Kohtz, 1848–1853
- Carl Eduard Cludius, 1853–1861
- Johann Heinrich Schellong, 1853–1876
- Julius Ernst Gayck, 1861–1871
- Hermann Adalbert Braun, 1872–1881
- Johann Julius Gottlieb Rimarski, 1876–1878
- Franz Hermann Vöhnke, 1877–1903
- Trinker, Ernst Otto Robert, 1882–1926
- Rudolf Carl Rausch, 1885
- Eduard Schauke, 1886–1888
- Karl Otto Molter, 1888–1891
- Karl Traugott Remus, 1890–1898
- Karl Gustav Knapp, 1893–1899
- Eduard Schauke, 1899–1925
- Adam Erdmann Max Gerber, ab 1901
- Martin Knoppel, 1914–1924
- Horst Schirmacher, 1918–1919
- Robert Aßmann, 1925–1945
- Erich Schwarz, 1926
- Ernst Max Franz Thews, 1926–1945
- Wolfgang Toepel, 1926–1929
- Alfred Hüber, 1929–1930
- Kurt Kohn, ab 1934
- Waldemar Schibilsky, 1942–1945
- Ernst Ruske, 1944–1945
- Emil Dawid, 1946–1950
- Rudolf Mrowiec, 1950–1954
- Jan Szczech, 1954
- Jan Szarek, 1962–1976
- Janusz Jagucki, 1976–2000
- Daniel Ferek, 2001–2006
- Krystian Borkowski, seit 2006

### Kirchenbücher
Von den Kirchenbuchunterlagen des Kirchspiels Lötzen (Stadt und Land) haben sich erhalten und werden im Evangelischen Zentralarchiv in Berlin-Kreuzberg aufbewahrt:
- Taufen: 1851 bis 1877 (nur Land)
- Trauungen: 1830 bis 1901
- Begräbnisse: 1851 bis 1877.

Außerdem sind Namensregister erhalten:
- Taufen 1775 bis 1875, 1877 bis 1940 (Land), 1913 bis 1940 (Stadt)
- Trauungen: 1775 bis 1901 (Land), 1776 bis 1944 (Stadt)
- Begräbnisse 1775 bis 1934 (Stadt), 1775 bis 1877 (Land)

Weiterhin befinden sich im Archiv Allenstein
- Taufen: 1697 bis 1756
- Taufen: 1784 bis 1824